# Pachycnema nikolaji
Pachycnema nikolaji är en skalbaggsart som beskrevs av Dombrow 1998. Pachycnema nikolaji ingår i släktet Pachycnema och familjen Melolonthidae. Inga underarter finns listade i Catalogue of Life.